# WR 117
WR 117 es una estrella en la constelación de  Scutum de magnitud aparente +14,19.
Puede ser miembro del cúmulo Do 29, estando situada a unos 3890 pársecs o 12.700 años luz del sistema solar.

## Clasificación
WR 117 es una estrella de Wolf-Rayet «polvorienta» de tipo espectral WC9d.
Sin embargo, su espectro evidencia unas líneas más fuertes que en otras estrellas WC9.
Además, su alta temperatura efectiva así como la elevada velocidad terminal de su viento estelar —véase más abajo—, sugieren que sus parámetros corresponden a los de una estrella WC8.

## Características
WR 117 tiene una temperatura efectiva de 56.000 K y su luminosidad es 224.000 veces superior a la luminosidad solar.
Con una masa doce veces mayor que la del Sol, tiene un radio equivalente a 5,0 veces el radio solar.
La velocidad terminal de su viento estelar alcanza los 2000 km/s.
Al igual que otras estrellas de Wolf-Rayet, pierde masa, a razón  3,6 × 10-5 veces la masa solar cada año.